# Gninsy
Gninsy est l'un des six arrondissements de la commune de Pèrèrè dans le département du Borgou au Bénin.

## Géographie
L'arrondissement de Gninsy est situé au nord-est du Bénin et compte 6 villages que sont Boro, Diguidirou, Diguidirou Peulh, Gninsy, Gninsy-gando, Gninsy-peulh et Sandilo.

## Démographie
Selon le recensement de la population de 2013 conduit par l'Institut national de la statistique et de l'analyse économique (INSAE), Gninsy compte 19670 habitants  .